# Convent benedictí de Sant Joan
El Convent benedictí de Sant Joan és un antic monestir a Müstair, Suïssa, i, per raó del seu excepcionalment ben conservat patrimoni d'art carolingi, ha estat inscrit com a Patrimoni Mundial de la Humanitat per la UNESCO, des de 1983.

## Història

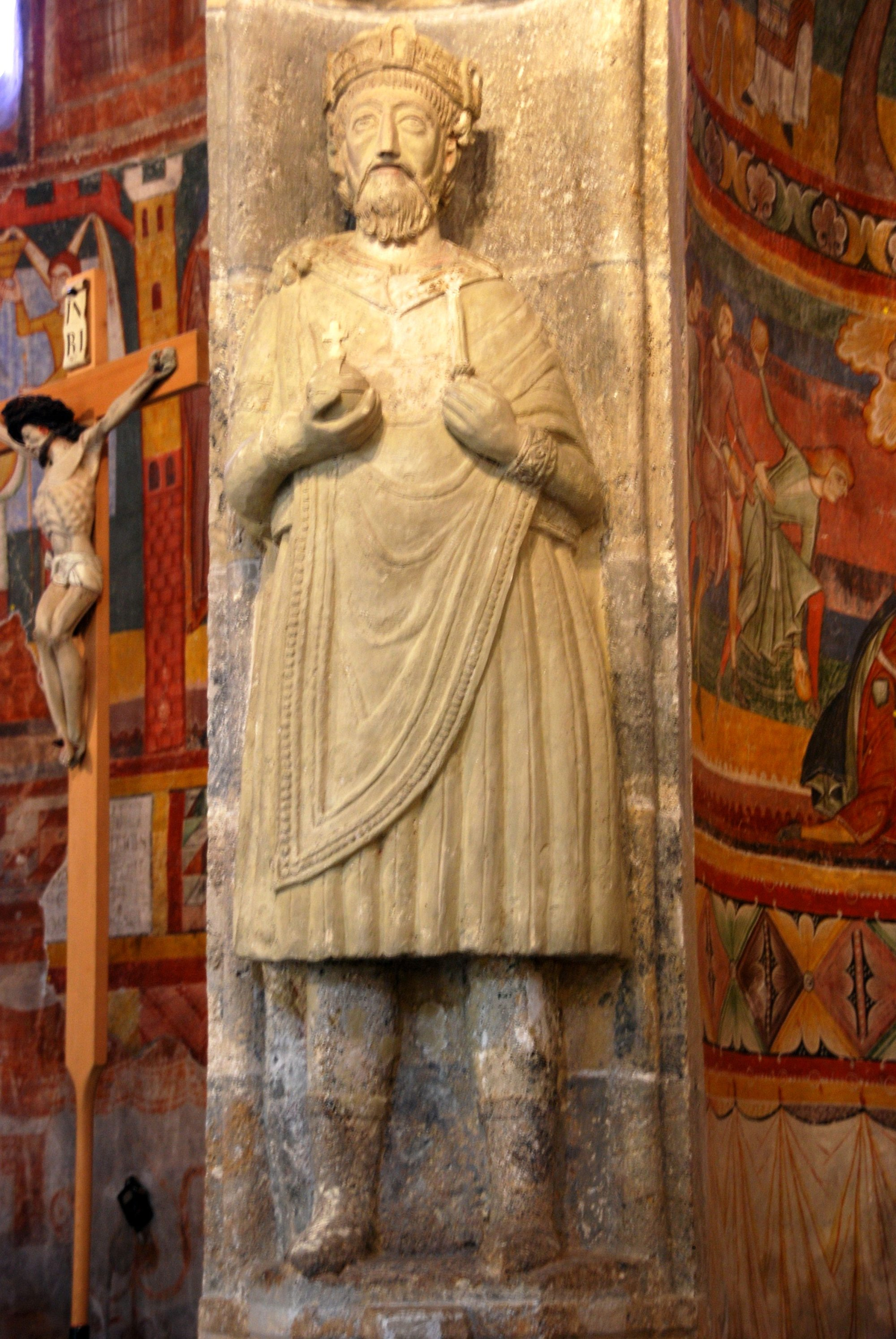
Escultura de Carlemany

Es creu que l'abadia es va crear cap a l'any 780 per un bisbe de Chur, potser sota les ordres de Carlemany. Va ser construït durant una onada de construccions de monestirs que incloïa la construcció dels monestirs més propers de Cazis, Mistail, Pfäfers, i Disentis. L'abadia es troba al llarg de la Val Müstairpass sobre dels Alps d'Itàlia i va ser fortificat per tal de poder controlar el pas. L'any 881 l'abadia passa a estar completament sota el control del bisbe de Chur. Durant els primers anys de l'abadia, en als principis del segle ix, una sèrie de frescs van ser pintats a l'església. Més tard, en els segles xi i XII, l'abadia experimenta una segona ampliació i es van afegir nous frescs pintats a sobre dels antics. Aquestes pintures es van perdre i només van ser redescobertes al segle xx.
En el segle x, la torre de l'església es va afegir a l'església abacial. Durant l'expansió del segle xi el bisbe de Chur amplia la seva residència al monestir. Si han afegit, una acurada casa torre, claustre, capella i el doble de Sant Ulrich i St Niklaus. Durant l'ampliació, la residència de dos pisos de la capella del bisbe va ser també decorat amb estuc i frescos extens treball. En algun moment en el segle xii es va convertir a partir d'un monestir en un convent. El canvi a un convent de monges s'esmenta per primera vegada en 1167, però va passar en algun moment abans d'aquesta data.
La guerra de Suàbia, que va ser un intent per part dels Habsburg a assegurar el control sobre els Grisons i dels principals ports alpins, van començar al convent. El 20 de gener de 1499, les tropes van ocupar la vall dels Habsburg circumdant i saquejant el convent, però aviat van ser rebutjats per les forces de les Tres Lligues a la batalla de Calven. Després de la incursió, es va signar un armistici entre els Habsburg i les Tres Lligues. Tanmateix, aquest armistici va durar només uns dies abans dels conflictes que van esclatar entre les Tres Lligues "vella Confederació Suïssa aliats i tropes dels Habsburg. Aquestes batudes ràpidament portaren a la guerra de Suàbia, que va finalitzar el setembre de 1499 amb el Tractat de Basilea, la concessió de la independència virtual a la Confederació Suïssa.
Prop del 1500 l'església del convent es va modificar a partir d'una única nau carolíngia a una construcció de tres naus, una església d'estil gòtic tardà. Poc després d'allà, entre 1524 i 1526, l'afebliment dels articles Ilanz poder temporal del bisbe de Chur li va reduir el suport financer del convent. Hi havia limitat la construcció al convent després d'aquesta reducció dels ingressos.
En l'esperit del Concili de Trento el bisbe va publicar una sèrie de reformes que regien la vida religiosa de 1600 a 1614. Les reformes que podrien incloure qui podia rebre els sagraments i va crear un nou Breviari. Altres normes, com l'exigència de les zones comuns de dormir, també aquí era més relaxat en aquest període.
Al llarg de la història del Convent de Sant Joan hi ha conflictes entre el bisbe de Chur, la Lliga grisa, i la Casa d'Habsburg. El líder espiritual del Convent, l'abadessa,i el líder físic, el Vogt, sovint són elegits per un d'aquests tres poders.

## Pintures

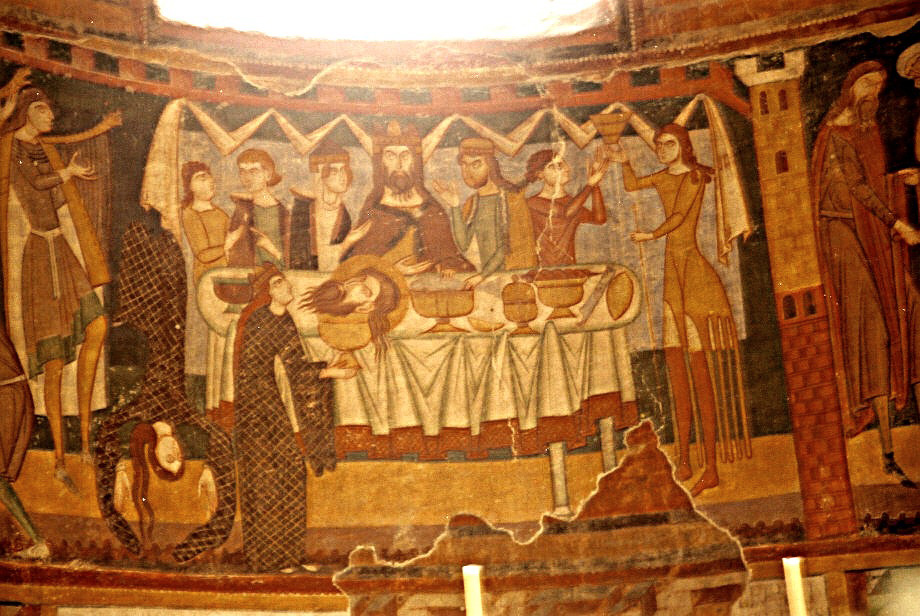
Sopar d'Herod d'Antipas amb Salomé ballant

Durant les obres de restauració del segle xx,s'hi varen descobrir alguns dels frescos romànics d'apartir del 1160. Altres murals estan datats al regnat de Carlemany. La UNESCO va reconèixer aquests com "la major sèrie Suïssa de murals figuratives, pintats als anys 800, juntament amb frescs i estucs romànics".
L'església original de nau única amb cinc absis té una destacada importància als inicis de l'edat mitjana amb frescs del voltant del 800. Les pintures estan organitzades en cinc files que s'estenen des del sud de la paret a través de la paret oest fins a la paret nord. La fila superior presenta escenes de la vida del Rei David de l'Antic Testament. Les següents tres files mostren escenes de la joventut, la vida, i la Passió de Crist. La fila inferior conté escenes de la crucifixió de Sant Andreu. Al mur occidental, les files estan lligats juntament amb una imatge del Judici Final. Les pintures van ser realitzades en una gamma limitada de colors inclosos l'ocre, el vermell i el marró i ajudar a la comprensió de l'evolució de determinats temes iconogràfics cristians, igual que el del Judici Final ".
Els absis i el mur oriental es van pintar en el segle xii amb els frescs romànics mostrant una varietat de temes bíblics com el sopar d'Herodes Antipas (on la dansa de Herodies filla porta a l'execució de Sant Joan Baptista, el savi i les verges nècies, apòstols, i sant Esteve màrtir.

## Galeria Fotogràfica

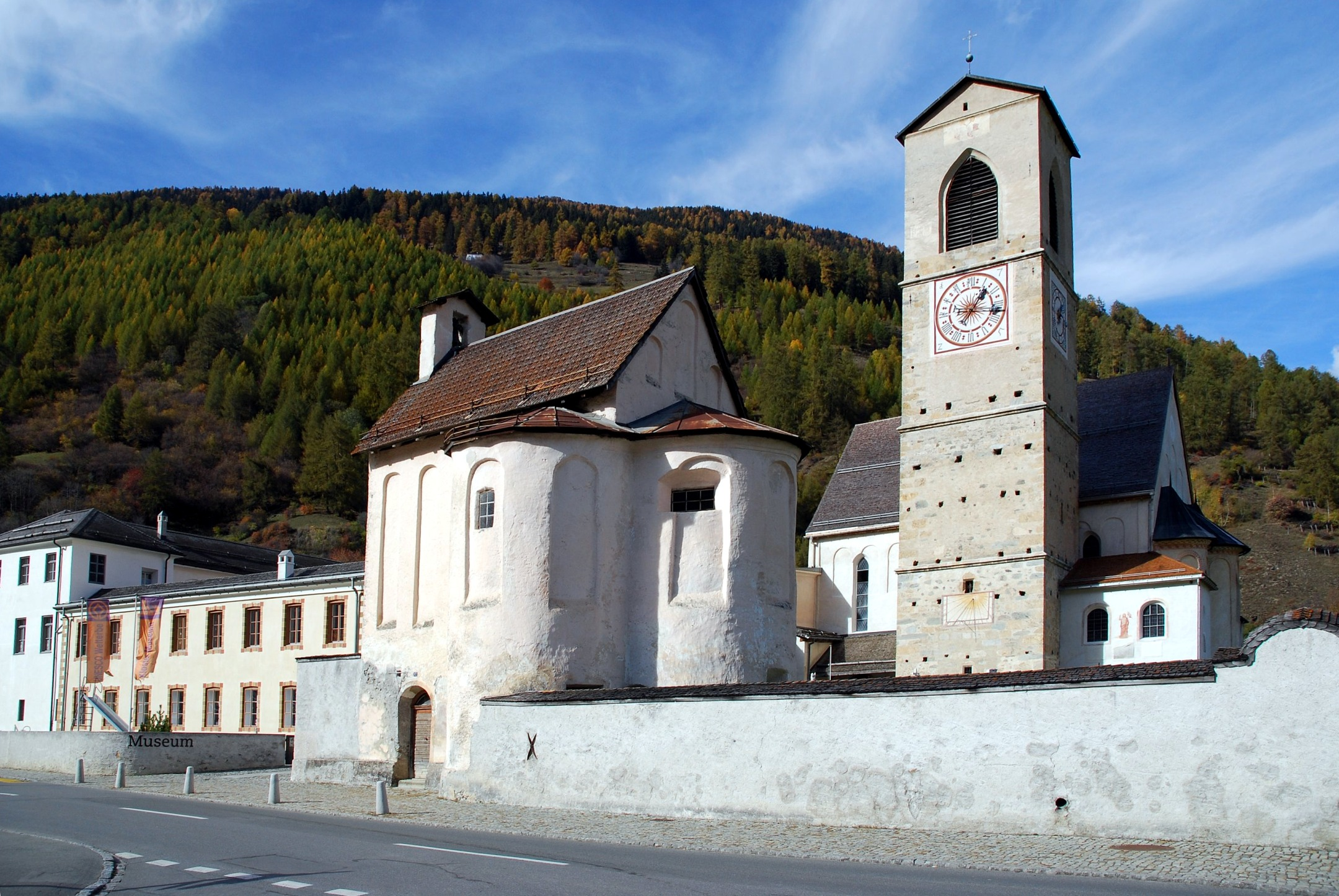
Convent Benedictí de Sant Joan
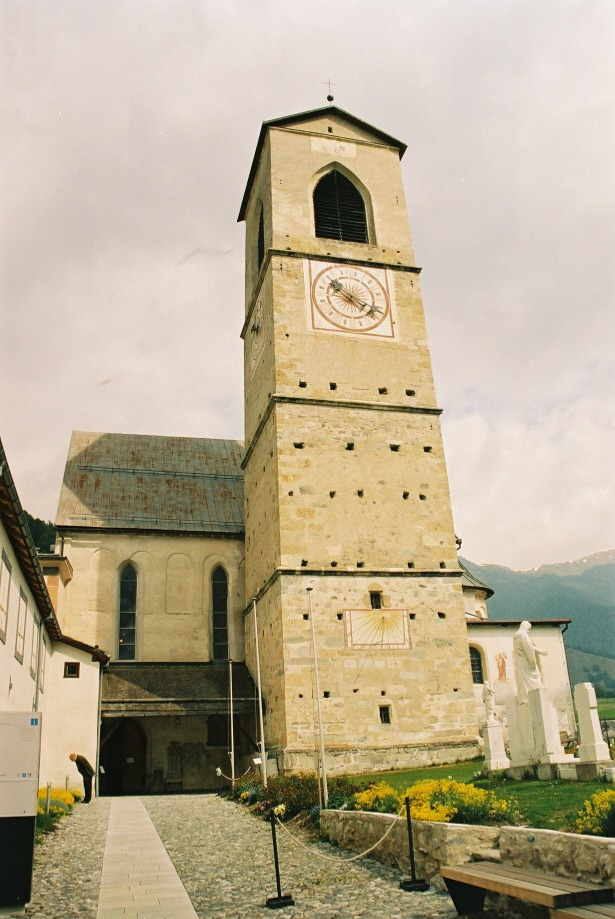
Convent Benedictí de Sant Joan (2)
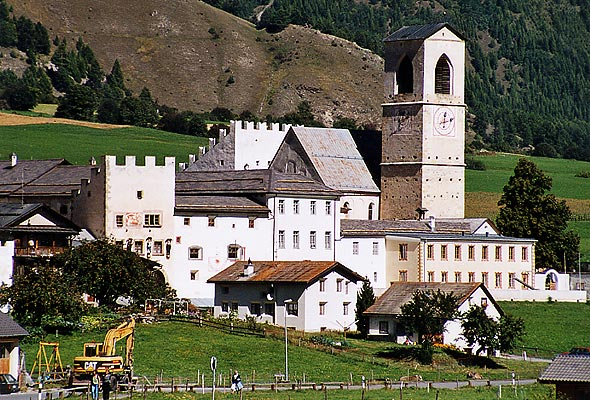
Convent de Sant Joan
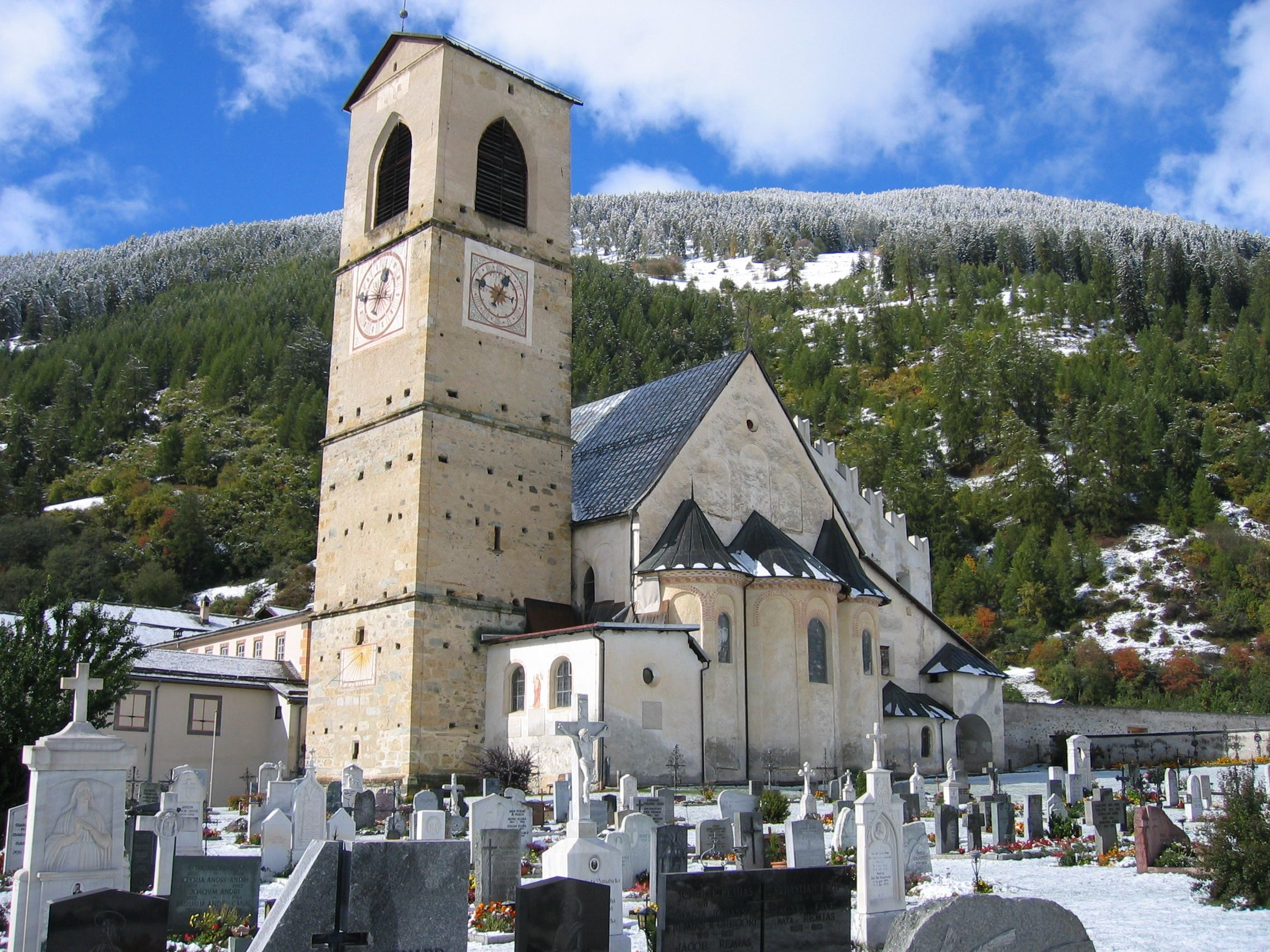
Convent de Sant Joan (2)
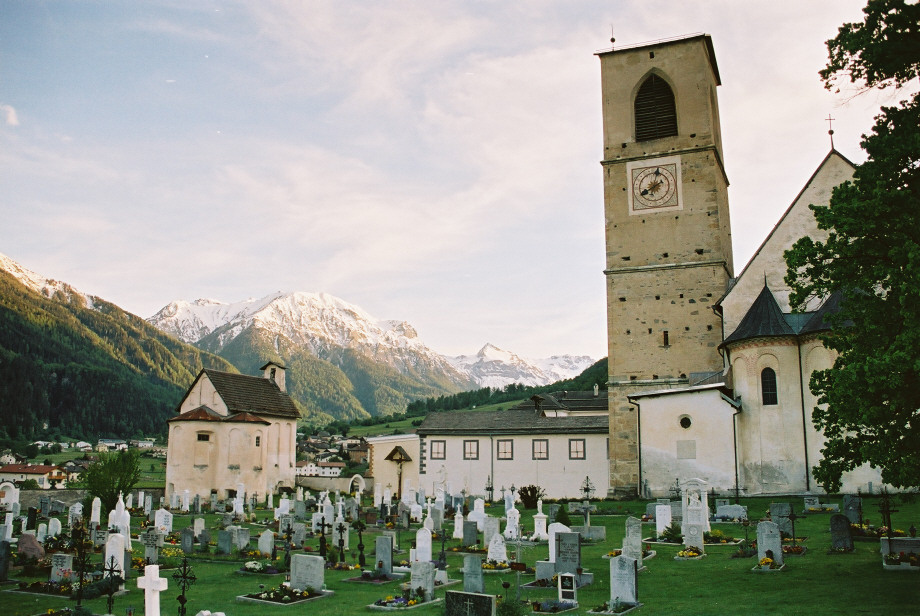
Església del Convent
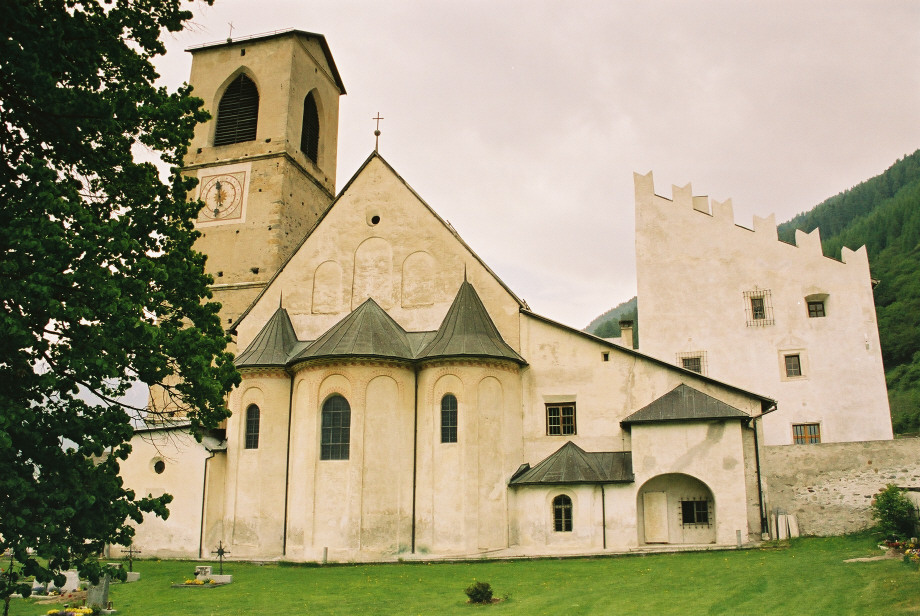
Església del convent amb la torra (dreta)
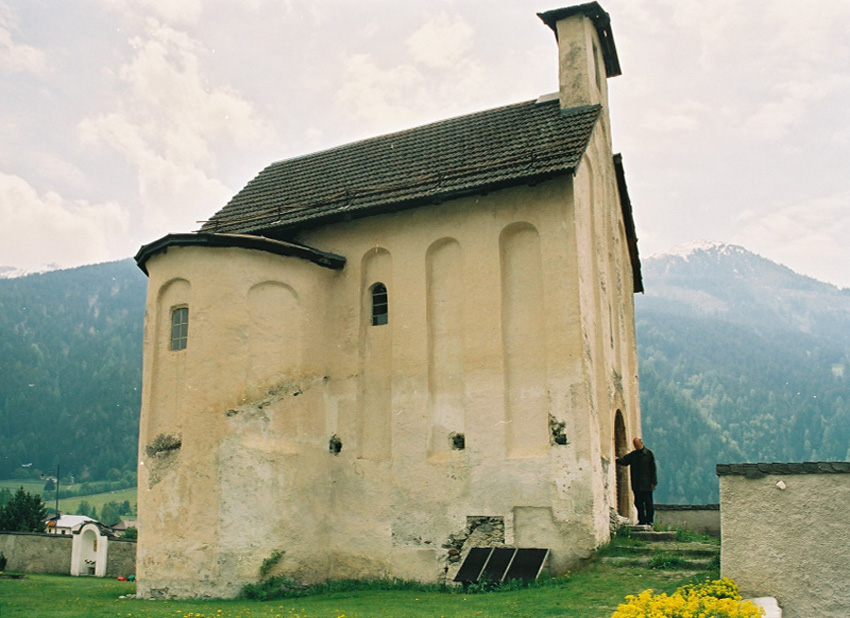
Capella de la Creu
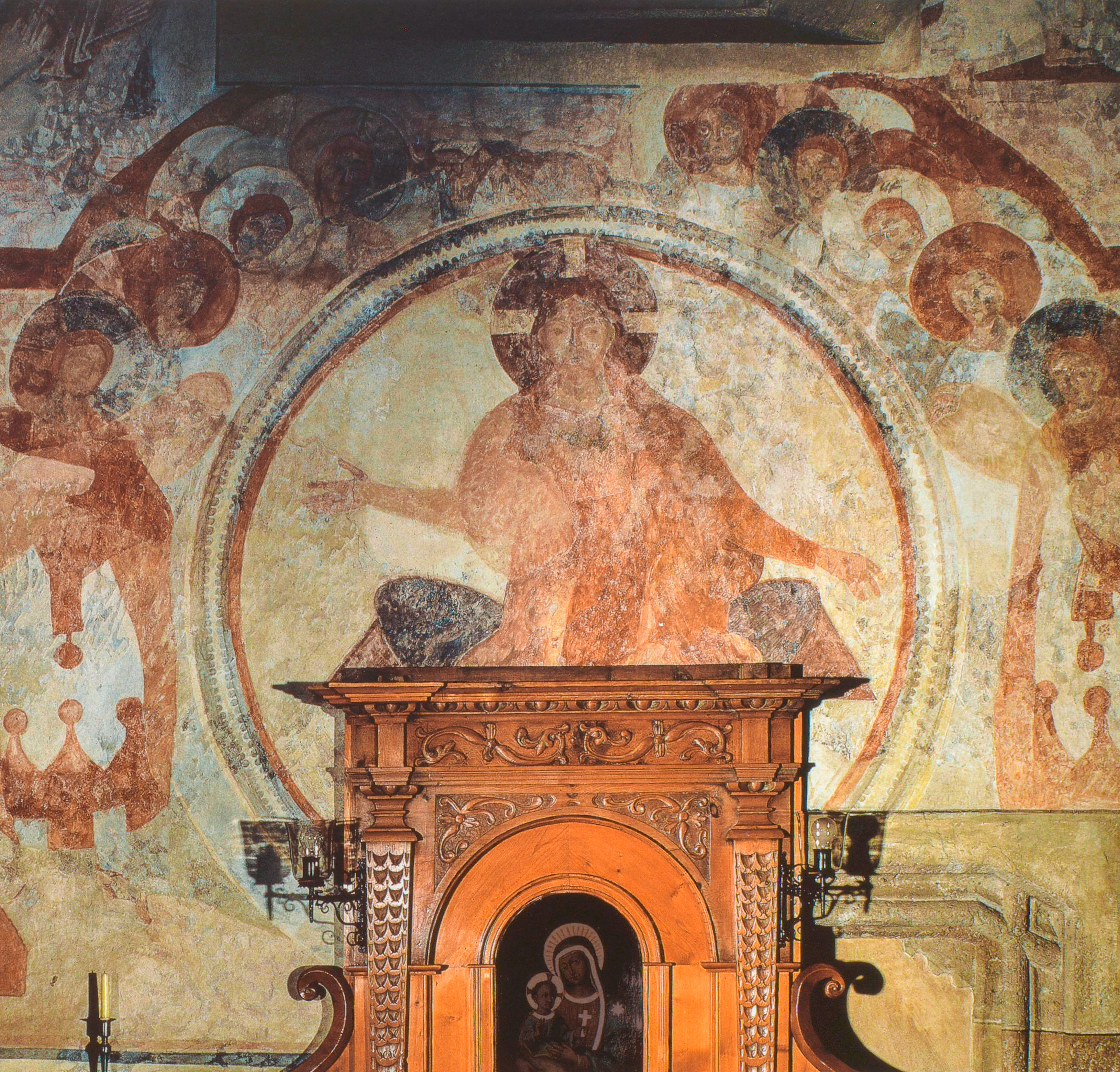
Judici Final, el més antic conservat a Europa
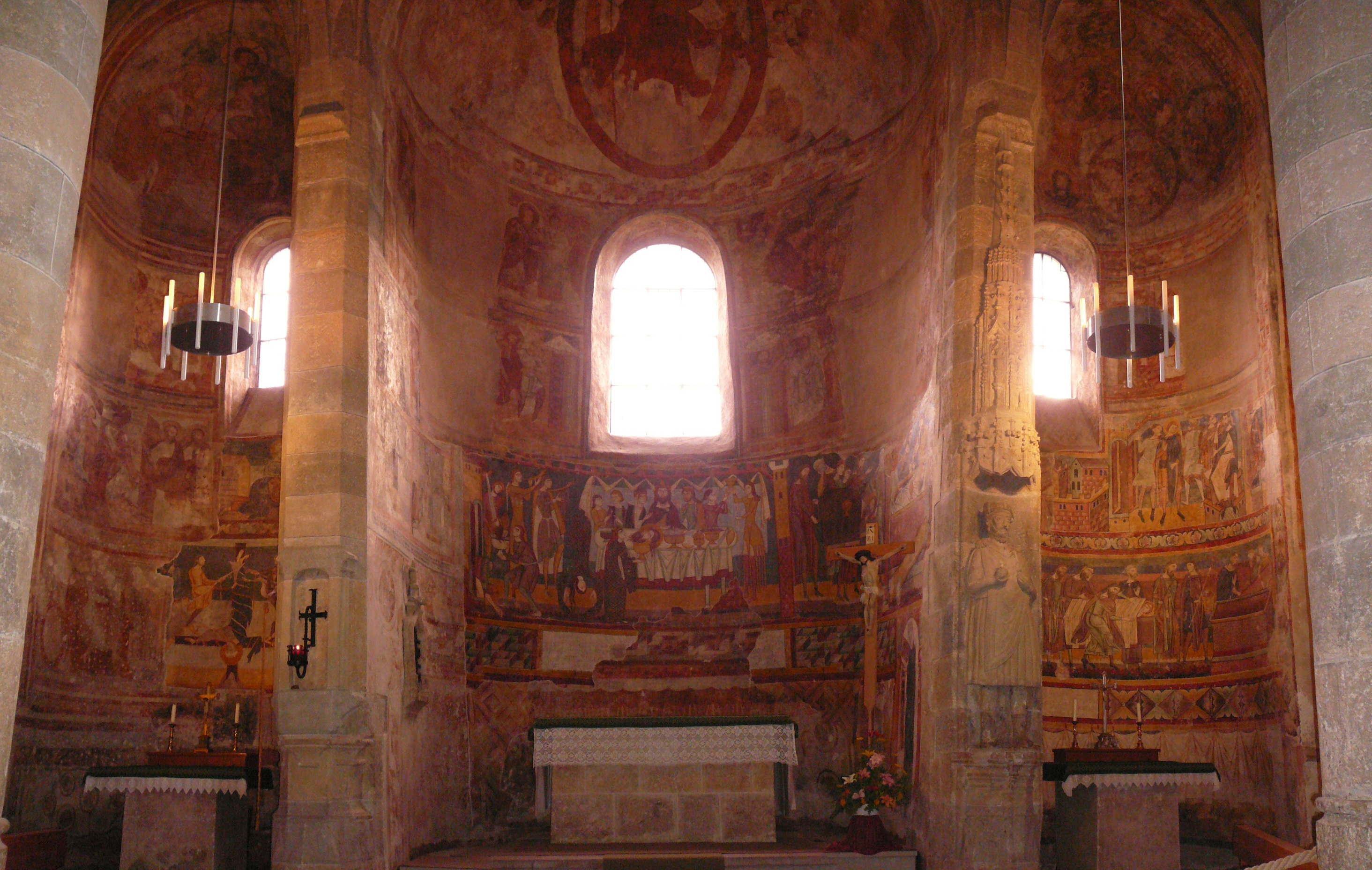
Església de les tres naus
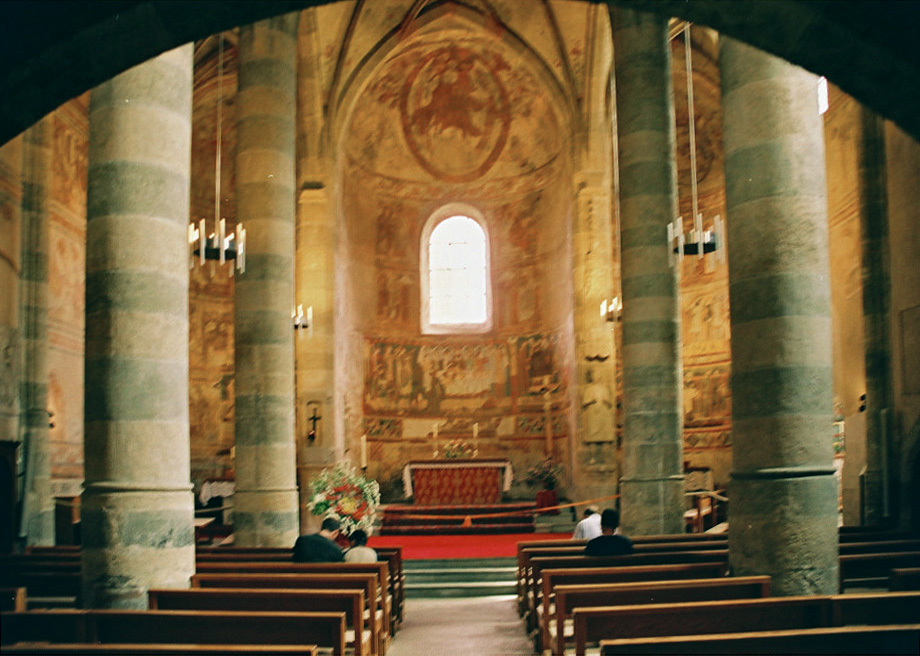
Vista del absis central
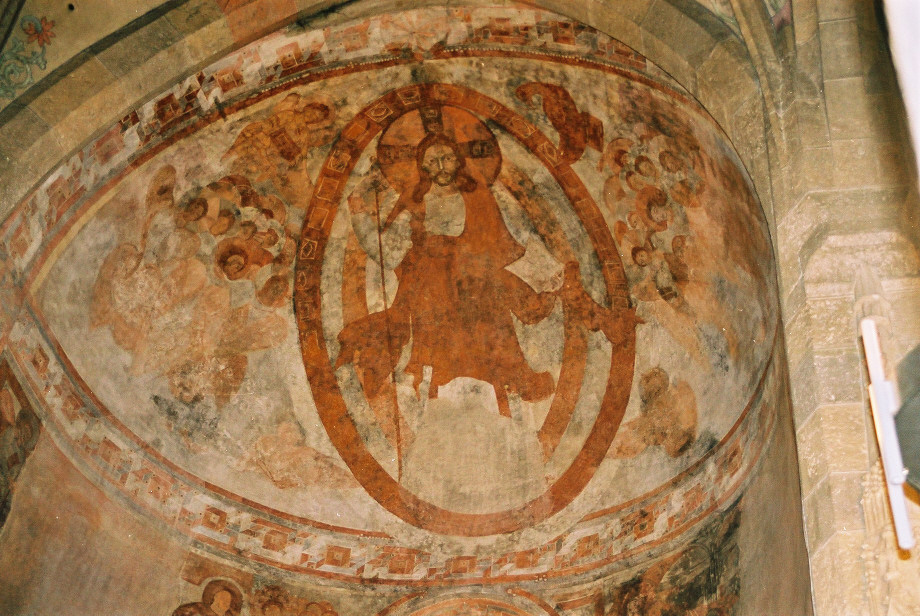
Crist amb màndorla
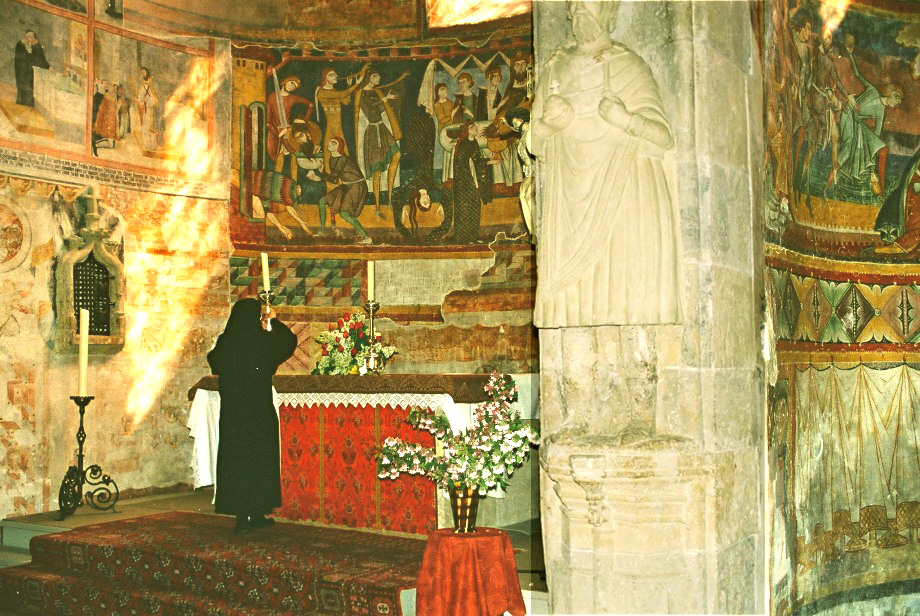
Absis central amb sopar de Herodes Antipas i estàtua de Carlemany
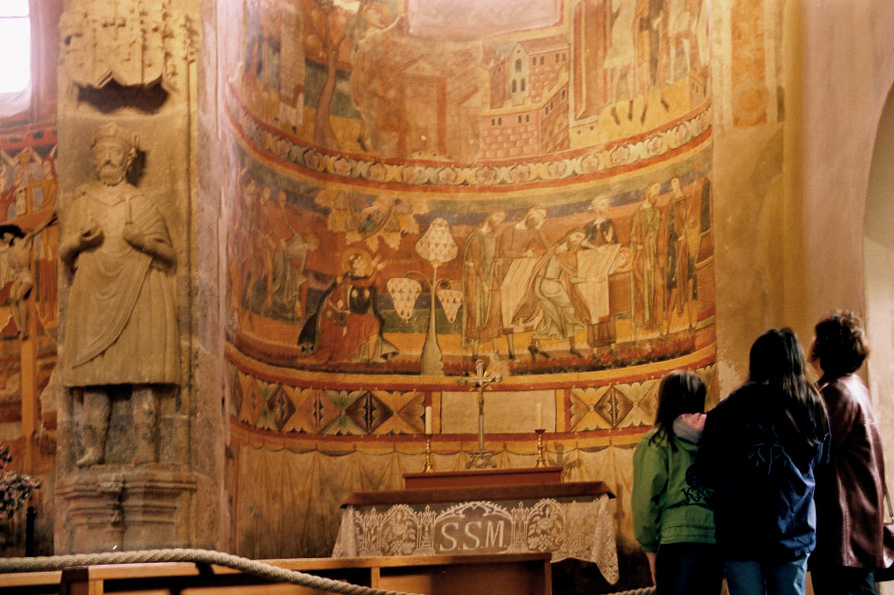
Absis del Sud
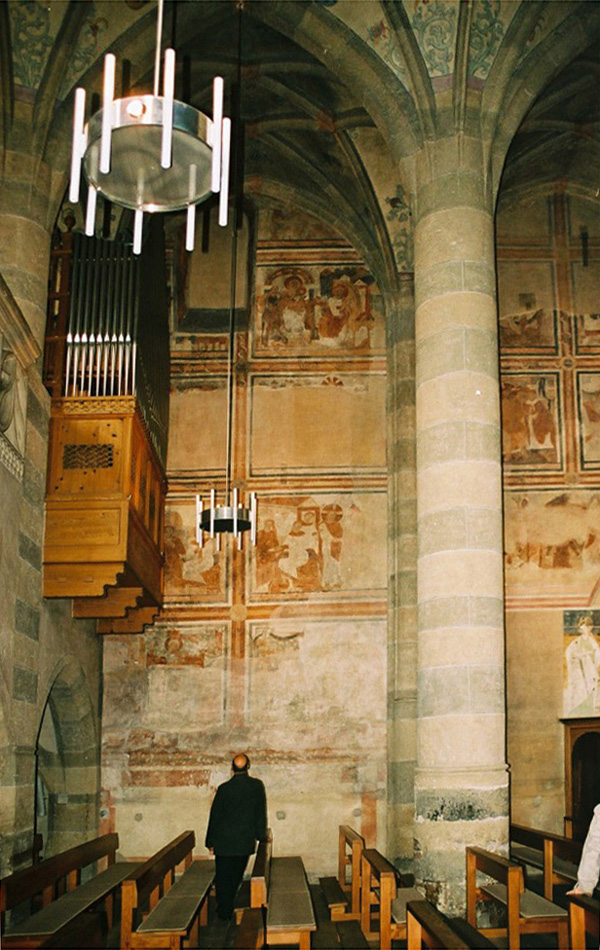
Frescs carolingis al mur nord
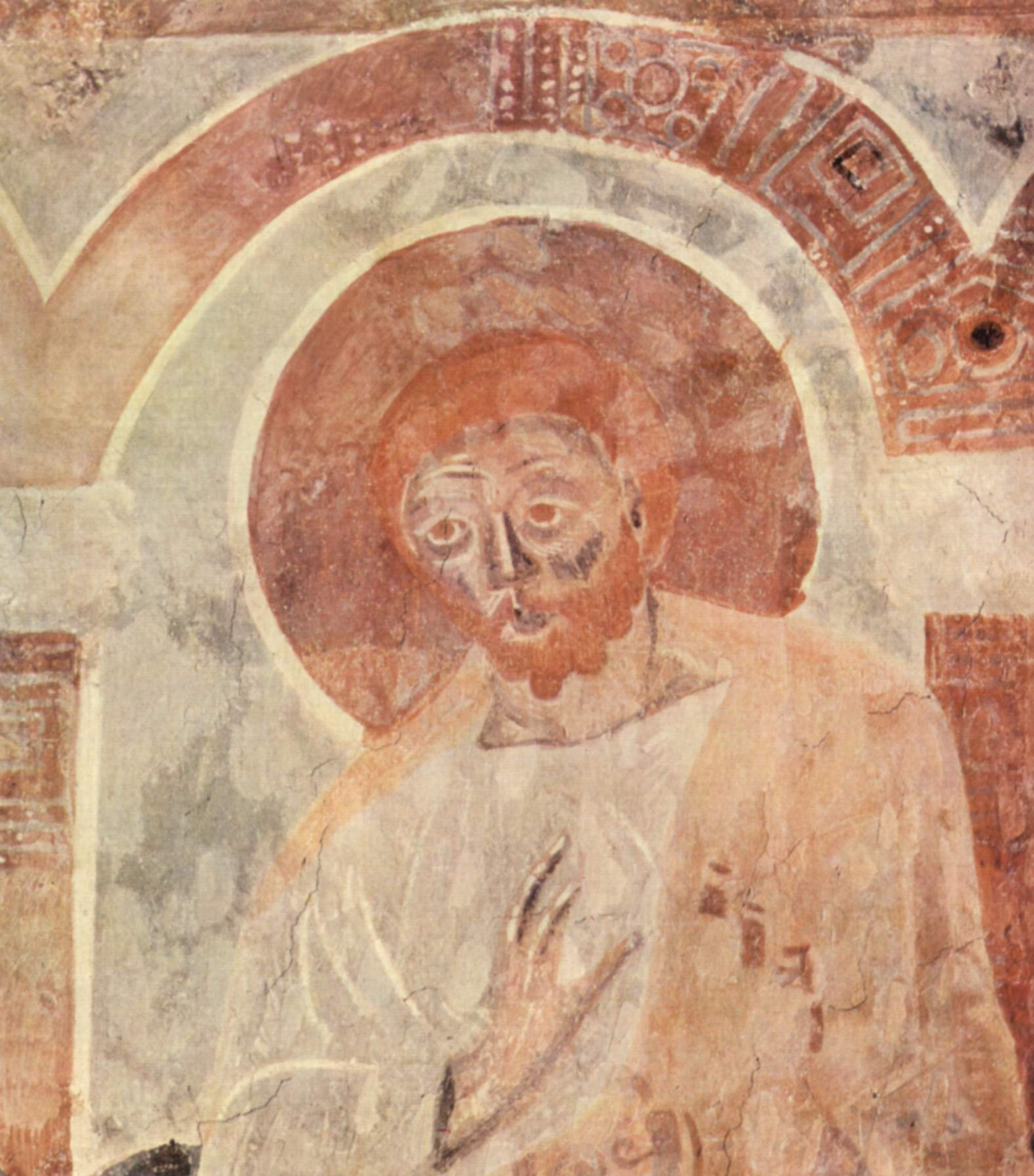
Fresc carolingi: Figura del apòstol, detall
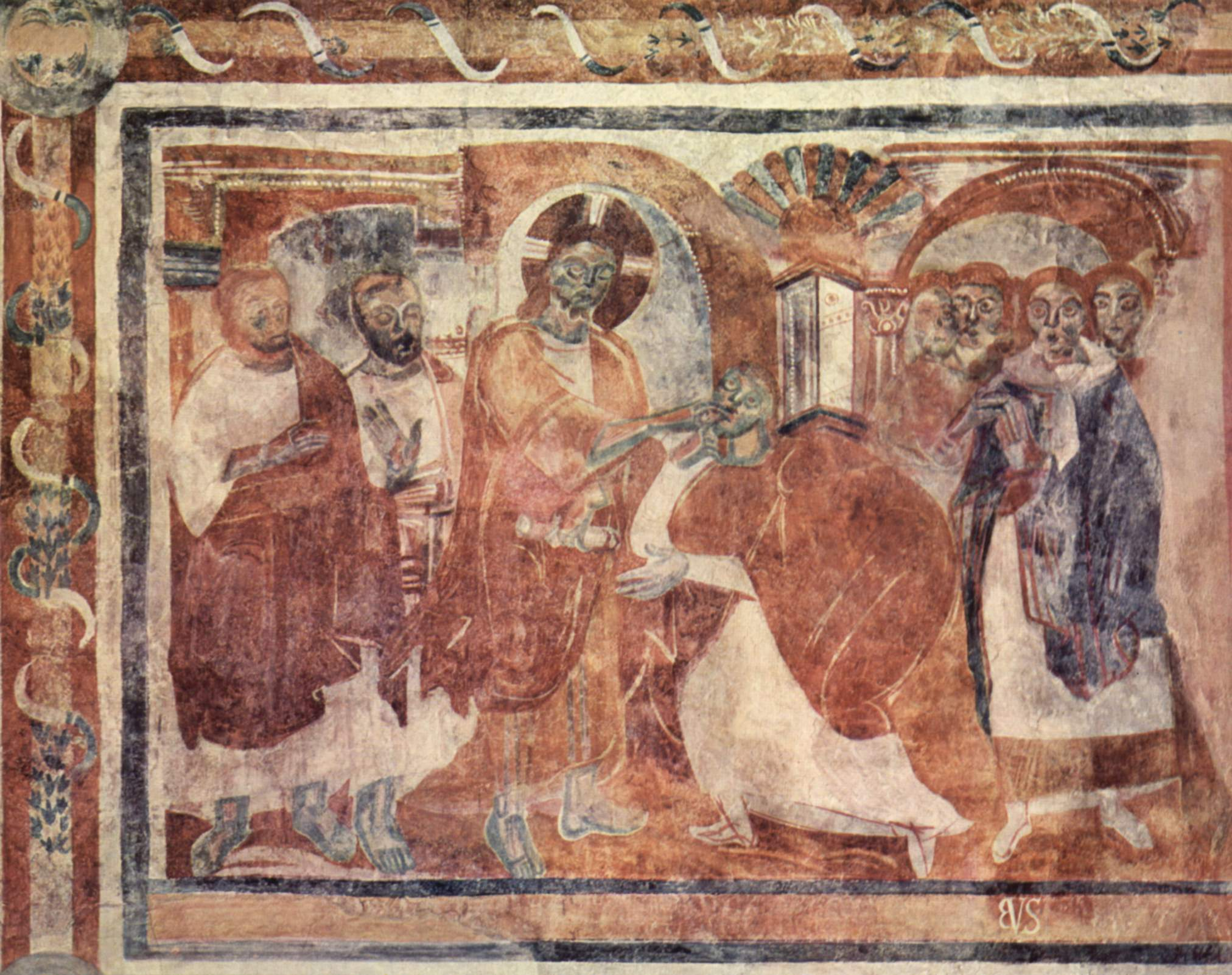
Fresc carolingi mostrant la curació d'un sord-mut
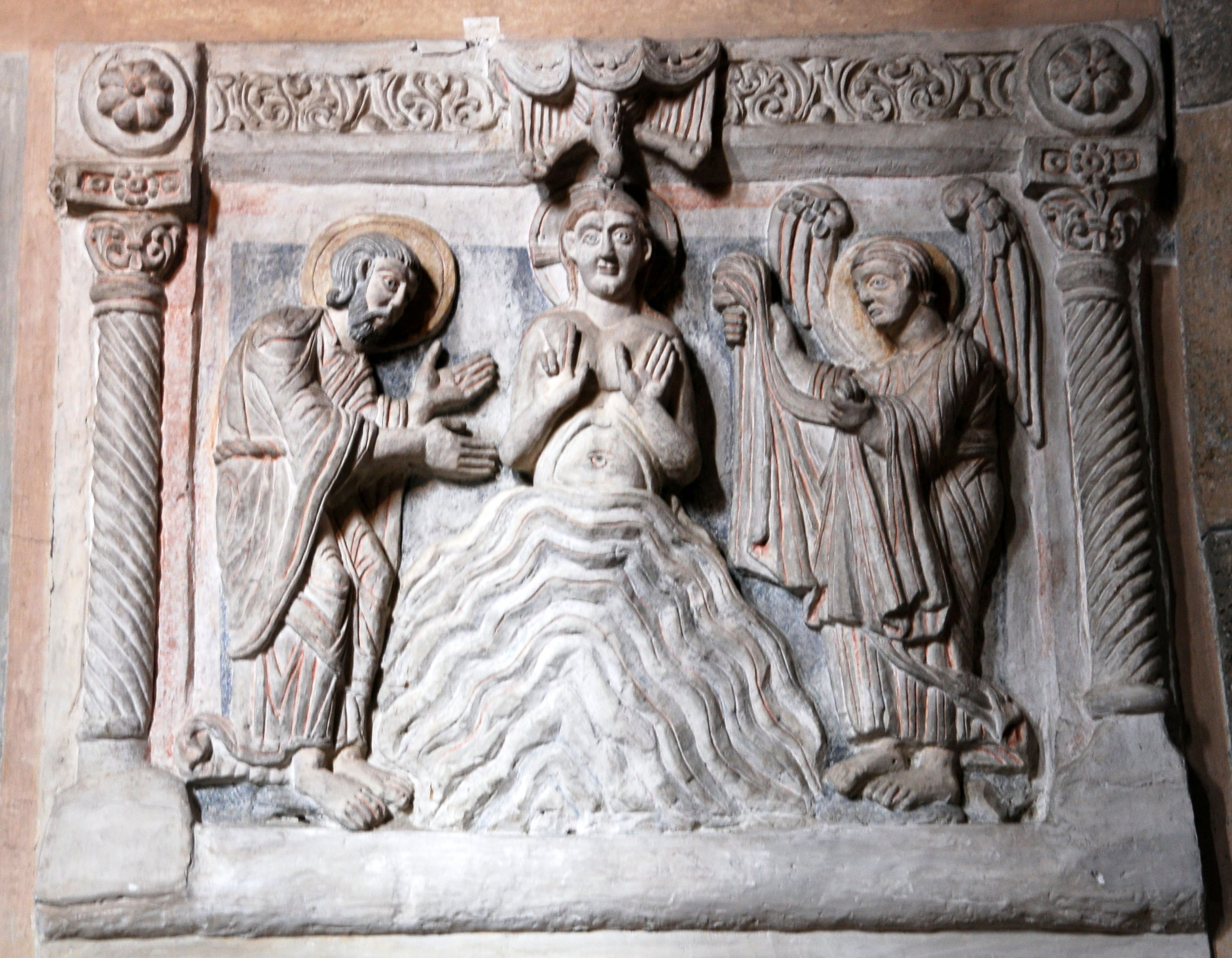
Relleu estucat al mur nord de l'església de l'abadia